# Гмырянский сельский совет (Ичнянский район)
Гмырянский сельский совет (укр. Гмирянська сільська рада) — входит в состав
Ичнянского района
Черниговской области
Украины.
Административный центр сельского совета находится в 
с. Гмырянка
.

## Населённые пункты совета
- с. Гмырянка